# Heiliges Jahr der Barmherzigkeit

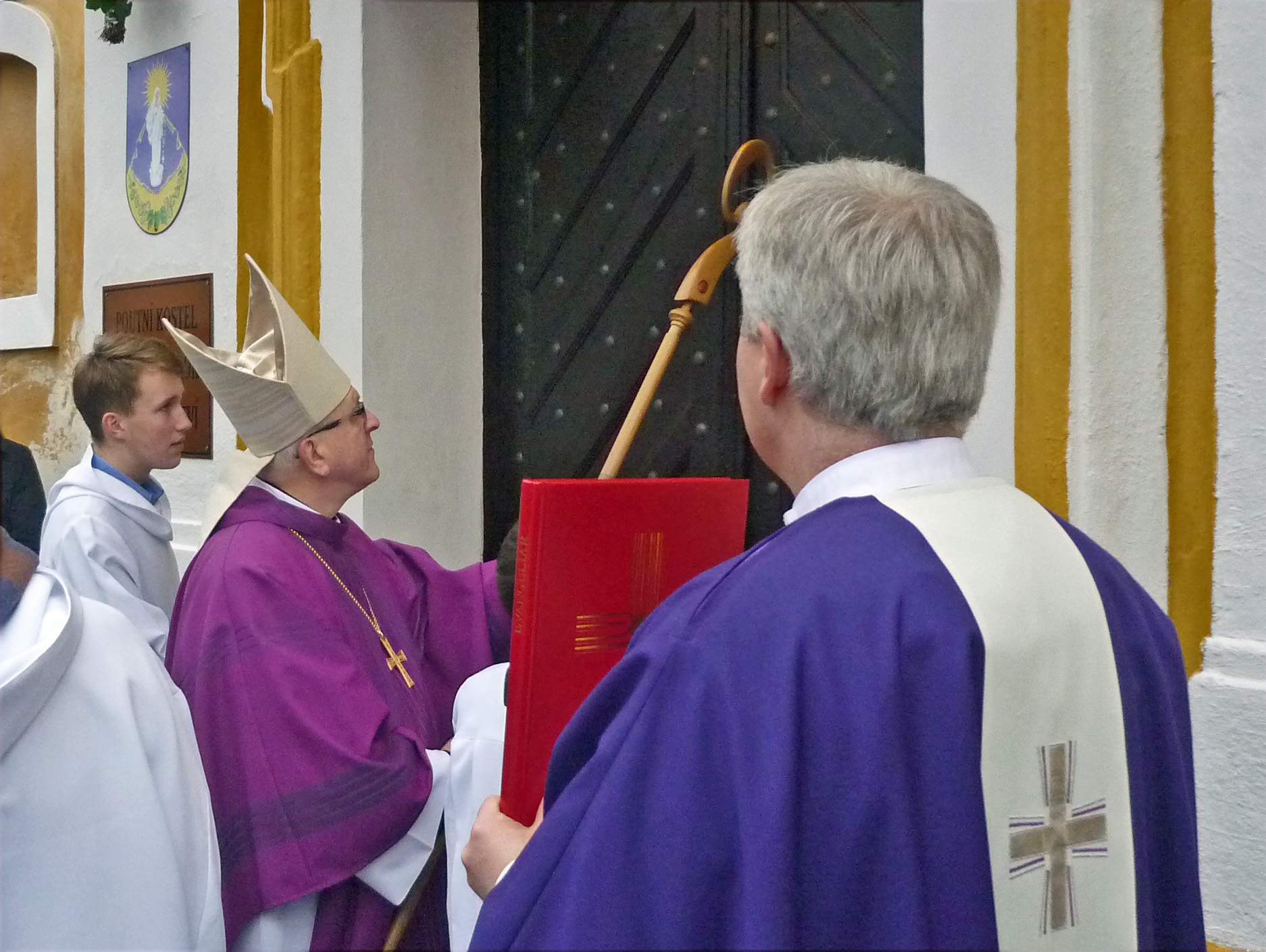
Öffnung der Heiligen Pforte in der Wallfahrtskirche zu Libeschitz am 20. Dezember 2015 durch Bischof Jan Baxant

Das Heilige Jahr der Barmherzigkeit beging die römisch-katholische Kirche vom 8. Dezember 2015 bis zum 20. November 2016. Papst Franziskus hatte es mit seiner Bulle Misericordiae vultus am 11. April 2015 aus Anlass des 50. Jahrestages der Beendigung des Zweiten Vatikanischen Konzils am 8. Dezember 1965 als außerordentliches Heiliges Jahr ausgerufen.

## Hintergrund
Neben den Heiligen Jahren, die seit 1475 alle 25 Jahre begangen werden, riefen die Päpste mehrfach aus besonderen Anlässen außerordentliche Heilige Jahre aus.
Papst Franziskus rief das Jubiläumsjahr in der Vesper am Vorabend des Barmherzigkeitssonntags aus, dem Sonntag nach Ostern 2015. Der Gedanke der Barmherzigkeit spielt im Pontifikat dieses Papstes eine besondere Rolle. In seiner Bulle wies er darauf hin, dass Jesus Christus „das Antlitz der Barmherzigkeit des Vaters“ sei und dass in diesem Satz das Geheimnis des christlichen Glaubens auf den Punkt gebracht zu sein scheine. Barmherzigkeit als Eigenschaft des Handelns Gottes werde „zum Kriterium, an dem man erkennt, wer wirklich seine Kinder sind“: Christen seien aufgerufen, Barmherzigkeit zu üben, weil ihnen selber bereits Barmherzigkeit erwiesen wurde; Vergebung von begangenem Unrecht sei der sichtbarste Ausdruck der barmherzigen Liebe und Christen besonders aufgetragen.

## Gestaltung
In vielen Diözesen fanden anlässlich des Jahres der Barmherzigkeit besondere Gebetszeiten und Gottesdienste, Anbetungsstunden, Treffen sowie kulturelle und musikalische Veranstaltungen statt. Die Deutsche Bischofskonferenz ernannte den Würzburger Weihbischof Ulrich Boom zum Beauftragten für das Jahr der Barmherzigkeit in Deutschland und stellte einen Studientag am 21. September 2016 im Rahmen ihrer Herbstvollversammlung unter das Thema „Armut und Ausgrenzung als Herausforderung für die Kirche und ihre Caritas“.
Als einer der Höhepunkte des Jahres der Barmherzigkeit galt die Heiligsprechung der albanischen Ordensfrau Mutter Teresa am 4. September 2016 auf dem Petersplatz in Rom. Papst Franziskus würdigte sie als „besonders geeignetes Beispiel der Nächstenliebe und der großherzigen Aufmerksamkeit für die Armen und Letzten“. Zum Abschluss des Heiligen Jahres unterzeichnete Papst Franziskus am Christkönigsfest 2016 das apostolische Schreiben Misericordia et misera.

### Pforte der Barmherzigkeit
Am 8. Dezember 2015 öffnete Papst Franziskus dem Brauch gemäß die Heilige Pforte im Petersdom. In diesem Jahre erhielten aber erstmals auch weltweit alle Bistümer das Privileg, in ausgewählten Kirchen Heilige Pforten einzurichten. Dies wurde in zahlreichen Bischofs-, Wallfahrts- und Klosterkirchen umgesetzt. Zudem wurden Heilige Pforten auch in karitativen Einrichtungen und in Haftanstalten eingerichtet. Am 20. November 2016 schloss Papst Franziskus die Heilige Pforte und beendete damit das Heilige Jahr der Barmherzigkeit.

### Missionare der Barmherzigkeit
Am Aschermittwoch 2016 sandte Papst Franziskus Priester als „Missionare der Barmherzigkeit“ aus. Sie konnten von den Diözesen eingeladen werden und verfügten über besondere Vollmachten in Bezug auf die Lossprechung bei der Beichte.

### Pilgerfahrten
Anlässlich des „Jubiläums der Barmherzigkeit“ waren unterschiedliche Menschengruppen zu Pilgerfahrten nach Rom eingeladen, etwa Wallfahrtsseelsorger im Januar 2016, Jugendliche im April, Diakone und Priester im Mai oder Juni, Kranke und Behinderte im Juni, caritativ Tätige sowie Katecheten im September, Gefangene und Obdachlose im November. Insgesamt nahmen nach vatikanischen Schätzungen 950 Millionen Gläubige am Heiligen Jahr teil.

## Rezeption
Die Verantwortlichen bei der Umsetzung des außerordentlichen Heiligen Jahres in Rom zogen eine positive Bilanz. Auch die internationale Medienresonanz war überwiegend positiv, weil das Jubiläumsjahr nicht nur in Rom, sondern weltweit gefeiert wurde. Im Besonderen war das Jubiläum der Barmherzigkeit für den Kulturjournalismus relevant, außerdem für die Öffentlichkeitsarbeit und Medienpräsenz der Kirche sowie für die journalistische Kommunikation über den Glauben.

## Musikalische Rezeption
Das Motto des Heiligen Jahres der Barmherzigkeit spielt eine zentrale Rolle in dem Oratorium Laudato si’ von Helmut Schlegel OFM (Libretto) und Peter Reulein (Text).